# Peter Brotherton
Peter Frederick Brotherton (* 4. Februar 1931 in Boston, Lincolnshire) ist ein ehemaliger englischer Bahnradsportler.
Peter Brotherton war ein Spezialist für die Einerverfolgung auf der Bahn. Seine größten Erfolge errang er als Amateur in dieser Disziplin: 1954 belegte er sowohl bei den Commonwealth Games in Vancouver wie auch bei den Bahn-Weltmeisterschaften in Köln den zweiten Rang in der Verfolgung. 1955 wurde er erneut Vize-Weltmeister in der Einerverfolgung. 1956 nahm er an den Olympischen Sommerspielen in Melbourne im Tandemrennen teil und belegte gemeinsam mit Eric Thompson Platz vier.
Nach den Olympischen Spielen blieb Brotherton in Australien und fuhr drei Sechstagerennen; 1959 gewann er das von Sydney mit Sid Patterson. 1957 gewann er die „Bendigo Golden Mile“, 1958 das Sechstagerennen von Sydney. Er arbeitete in Melbourne als Rahmenbauer – seine Räder trugen den Namen „Petrus“ – sowie als Radsporttrainer.